# Maison Lončarević à Subotica
La maison Lončarević à Subotica (en serbe cyrillique : Лончаревић кућа у Суботици ; en serbe latin : Lončarević kuća u Subotici) est située à Subotica, dans la province de Voïvodine et dans le district de Bačka septentrionale, en Serbie. Elle est inscrite sur la liste des monuments culturels protégés de la République de Serbie (identifiant no SK 1852).

## Présentation
La maison de Jakov Lončarević est l'une des plus anciennes maisons à étage construites à proximité de l'ancienne forteresse de Subotica ; elle apparaît déjà sur une carte datant de 1799. Son apparence actuelle lui a été donnée par l'architecte Géza Kocka en 1907 pour son propriétaire de l'époque Dušan Stojković ; elle relève du style éclectique avec des éléments Art nouveau.
La maison est située à l'angle de plusieurs voies. L'angle lui-même forme un éperon trapézoïdal couronné par une tour ; les fenêtres sont décorées d'encadrements en stuc avec des motifs floraux de style Art nouveau ; une grande console encastrée en forme de coquillage stylisé contribue à la décoration de l'ensemble. La façade du Trg Republike (« place de la République ») permet l'accès à la partie commerciale de l'édifice ; elle est dotée de six fenêtres à chaque niveau entourées de détails ornementaux et, au centre, se trouve un balcon avec une grille en fer forgé typique du style éclectique que l'on rencontre dans de nombreux bâtiments de la ville. La façade sur le Trg cara Jovana Nenada, plus courte, possède seulement deux fenêtres, toutes deux avec une décoration florale.